# Bursera aspleniifolia
Bursera aspleniifolia là một loài thực vật có hoa trong họ Burseraceae. Loài này được Brandegee mô tả khoa học đầu tiên năm 1909.